# 골디 혼
골디 혼(Goldie Hawn, 1945년 11월 21일 ~ )은 미국의 배우, 프로듀서, 댄서, 가수이다. NBC 스케치 코미디 프로그램 《Rowan & Martin's Laugh-In》을 통해 이름을 알리기 시작했다. 이후 1969년 영화 《선인장 꽃》을 통해 아카데미 여우조연상을 수상하면서 본격적으로 주목 받기 시작했다.
이후 영화 《나비의 외출》, 《슈가랜드 특급》, 《샴푸》, 《파울 플레이》, 《벤자민 일등병》 등과 같은 작품들에 출연하며 흥행성 있는 배우로 자리매김하게 되었다. 1980년 영화 《벤자민 일등병》을 통해 아카데미 여우주연상, 골든 글로브상 여우주연상 후보에 오르기도 했다.
2002년 영화 《와일드 클럽》을 마지막으로 15년 간 활동을 중단한 후, 2017년 영화 《스내치드》를 통해서 복귀했다. 

## 출연 작품

### 영화
- 선인장 꽃 (1969)
- 나비의 외출 (1972)
- 슈가랜드 특급 (1974)
- 샴푸 (1975)
- 파울 플레이 (1978)
- 벤자민 일등병 (1980)
- 핑크빛 소동 (1980)
- 전선 위의 참새 (1990)
- 결혼 만들기 (1992)
- 죽어야 사는 여자 (1992)
- 조강지처 클럽 (1996)
- 에브리원 세즈 아이 러브 유 (1996)
- 와일드 클럽 (2002)
- 스내치드 (2017)
- 크리스마스 연대기: 두 번째 이야기 (2020) - 클로스 부인 역

### 텔레비전
- 굿 모닝, 월드 (1967-68)
- Rowan & Martin's Laugh-In (1968-70)